# يلينا دوكيتش
يلينا دوكيتش (بالصربية: Јелена Докић)‏ مواليد 12 أبريل 1983 في أوسييك، جمهورية يوغسلافيا الاشتراكية الاتحادية، هي لاعبة كرة مضرب أسترالية تلعب باليد اليمنى بدأت مسيرتها كمحترفة عام 1998 وتحتل حالياً المرتبة - (17 أبريل 2013) في تصنيف رابطة محترفات كرة المضرب.

## روابط خارجية
- يلينا دوكيتش على موقع رابطة محترفات التنس (الإنجليزية)
- يلينا دوكيتش على موقع الاتحاد الدولي لكرة المضرب (الإنجليزية)
- يلينا دوكيتش على موقع كأس بيلي جين كينغ (الإنجليزية)
- يلينا دوكيتش على موقع اتحاد التنس الأسترالي (الإنجليزية)
- يلينا دوكيتش على موقع خلاصة التنس.كوم (الإنجليزية)
- يلينا دوكيتش على موقع إي إس بي إن.كوم (الإنجليزية)
- يلينا دوكيتش على موقع أوليمبيديا (الإنجليزية)
- يلينا دوكيتش على موقع اللجنة الأولمبية الأسترالية (الإنجليزية)